# Championnat du monde de billard carambole cadre 47/2
Le Championnat du monde de billard carambole au cadre 47/2 seniors était organisé par l'Union mondiale de billard.

## Palmarès

### Année par année

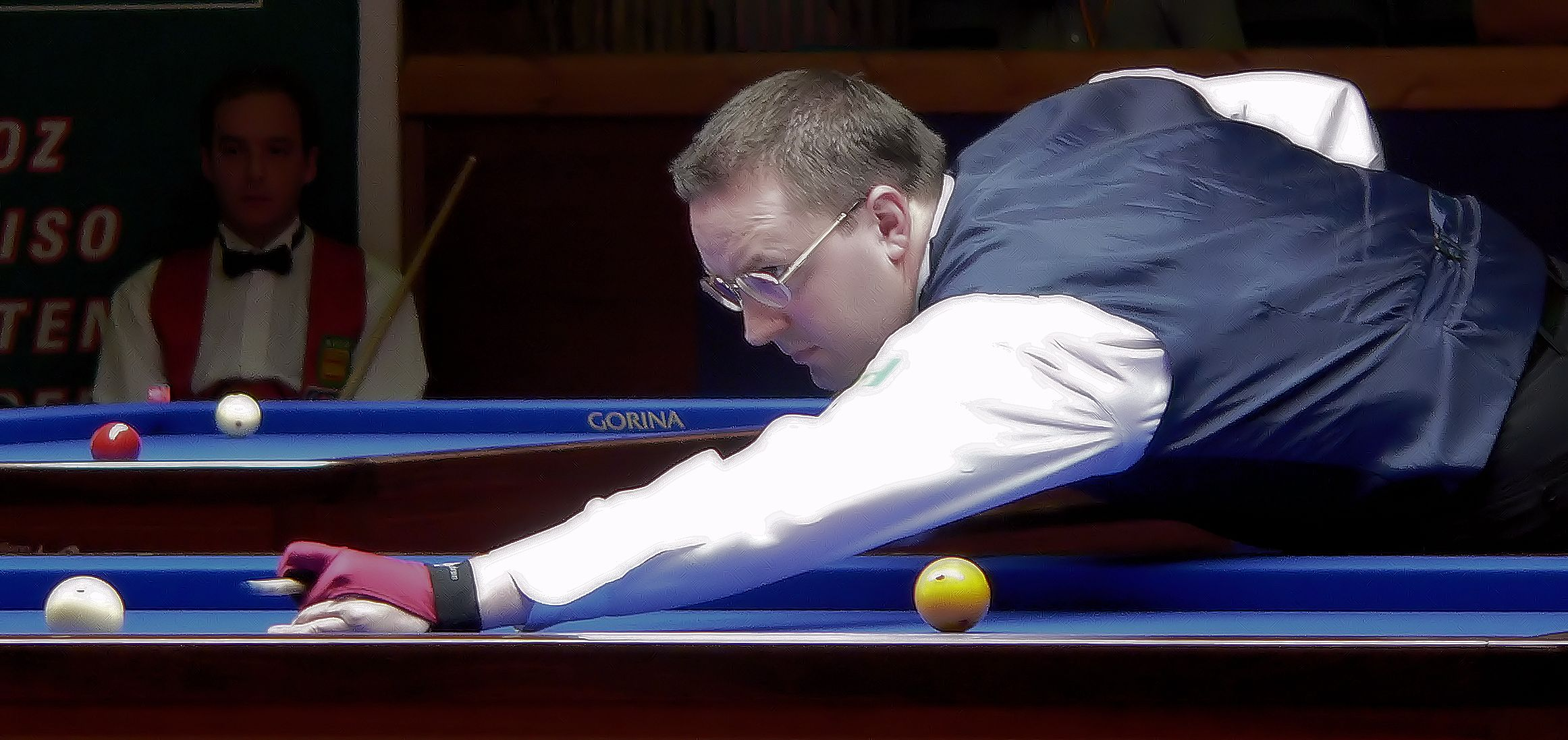
Frédéric Caudron - Recordman du monde de la moyenne générale et dernier champion du monde au cadre 47/2 de l'histoire

Liste des champions du monde de la UMB au cadre 47/2[réf. incomplète],[réf. incomplète],[réf. incomplète].
| Année | Ville hôte   | Vainqueur             | Moyenne générale |
| ----- | ------------ | --------------------- | ---------------- |
| 1949  | Amsterdam    | Piet Van de Pol (1)   | 32,18            |
| 1951  | Buenos Aires | Pedro Carrera (1)     | 36,07            |
| 1962  | Düsseldorf   | Joseph Vervest (1)    | 33,33            |
| 1964  | Berlin       | Joseph Vervest (2)    | 57,14            |
| 1967  | Le Caire     | Jean Marty (1)        | 102,85           |
| 1969  | Groningue    | Antoine Schrauwen (1) | 84,84            |
| 1973  | Krefeld      | Hans Vultink (1)      | 86,53            |
| 1974  | Buenos Aires | Hans Vultink (2)      | 55,81            |
| 1978  | Rheden       | Francis Connesson (1) | 79,51            |
| 2003  | Ronchin      | Frédéric Caudron (1)  | 126,66           |

## Records

### Record de la moyenne générale
| Joueur           | Année | Moyenne Générale |
| ---------------- | ----- | ---------------- |
| Frédéric Caudron | 2003  | 126,66           |

### Record du nombre de victoires
| Joueur            | Nombre de victoires |
| ----------------- | ------------------- |
| Hans Vultink      | 2                   |
| Joseph Vervest    | 2                   |
| Jean Marty        | 1                   |
| Francis Connesson | 1                   |
| Frédéric Caudron  | 1                   |
| Antoine Schrauwen | 1                   |
| Piet Van de Pol   | 1                   |
| Pedro Carrera     | 1                   |

### Record de victoire par nationalité
| Pays      | Nombre de victoires |
| --------- | ------------------- |
| Belgique  | 4                   |
| Pays-Bas  | 3                   |
| France    | 2                   |
| Argentine | 1                   |